# Arzt

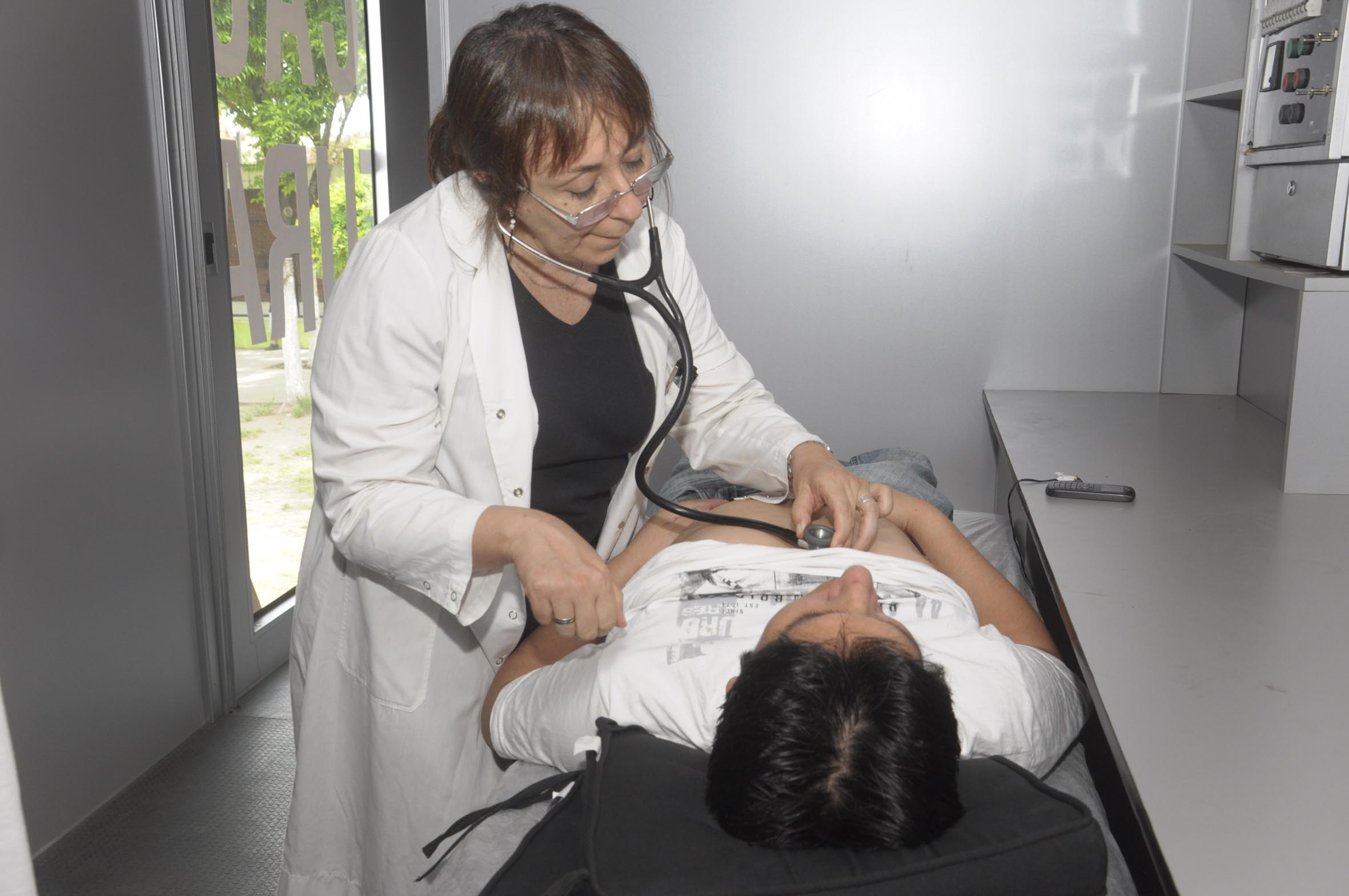
Ärztin beim Abhorchen eines Patienten (2011)

Äskulapstab: Symbol des ärztlichen und pharmazeutischen Standes

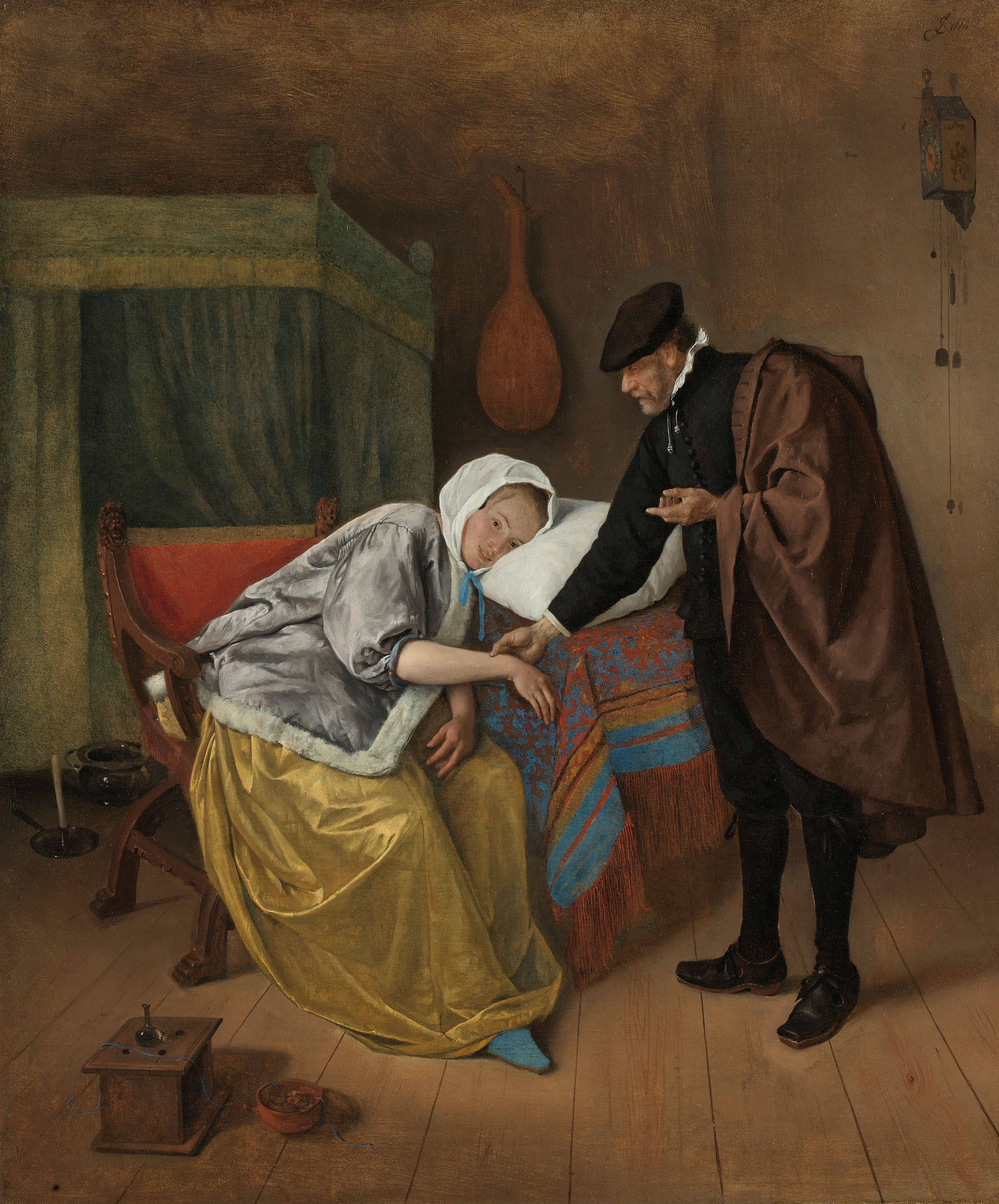
De zieke vrouw (Jan Steen, um 1666)

Ein Arzt (Mehrzahl: Ärzte; weiblich: Ärztin, Ärztinnen) ist ein medizinisch ausgebildeter und zur Ausübung der Heilkunde zugelassener Heilkundiger. Der Arztberuf ist eine auf Vorbeugung (Prävention), Erkennung (Diagnose), Behandlung (Therapie) und Nachsorge von Krankheiten, Leiden oder gesundheitlichen Beeinträchtigungen gerichtete Beschäftigung und umfasst auch ausbildende Tätigkeiten.
Ärzte stellen sich in den Dienst der Gesundheit und sind bei ihrem Handeln moralischen und ethischen Grundsätzen verpflichtet (siehe etwa die Genfer Deklaration des Weltärztebundes). Die Vielfalt an Krankheiten und Behandlungsmöglichkeiten hat in der Humanmedizin und der Tiermedizin zu einer großen Anzahl von Fachgebieten und weiteren Differenzierungen geführt (siehe die Liste medizinischer Fachgebiete).

## Bezeichnungen
Die Bezeichnung Arzt (mittelhochdeutsch arzāt, arzet, artzt, niederländisch arts; verwandt mit „Arznei“) zog während des Mittelalters aus der lateinischen Gelehrtensprache ins Deutsche ein, und zwar über die latinisierte Variante archiater (spätlateinisch auch arciater) des griechischen ἀρχίατρος archiatros, klassische Aussprache [arkʰíatros], ‚Oberarzt‘, ‚Leibarzt‘ (seit dem 2. Jahrhundert die Amtsbezeichnung von Leibärzten bei Hofe, genannt archiatri palatini und von öffentlich bestallten, archiatri populares genannten Gemeindeärzten), einer Zusammensetzung aus ἀρχή arche [arkʰɛ́ː], deutsch ‚Herrschaft‘, ‚Kommando‘ und ἰατρός iatros [iatrós], deutsch ‚Arzt‘. Mit dem davon abgeleiteten griechischen Wort ἰατρῖναι (iatrinai; entsprechend lateinisch feminae medicae, „Ärztinnen“) wurden in der griechisch-römischen Medizin gelegentlich angesehene Hebammen bezeichnet. In vielen fachsprachlichen Komposita tritt das ursprüngliche griechische Wort ἰατρός bzw. die latinisierte Form -iater als Wortbestandteil auf: iatrogen „durch ärztliches Handeln verursacht“; Psychiater „Seelenarzt“; Pädiater „Kinderarzt“ usw. Über mittelhochdeutsche Vermittlung gelangte das Wort in andere Sprachen, so lettisch ārsts, estnisch arst.
Die germanische Bezeichnung für den Heilberuf (althochdeutsch lâchi) ist beispielsweise im dänischen læge, im schwedischen läkare, im englischen leech ‚Blutegel‘ (vgl. Bald’s Leechbook), oder im deutschen Familiennamen Lachmann erhalten und hat sich in andere Sprachen verbreitet, z. B. finnisch lääkäri, irisch dochtúir leighis. Im polnischen lekarz und tschechischen lékař ist die germanische Wurzel mit einem slawischen Suffix (-arz, -ař) verbunden.
Die lateinische Bezeichnung medicus ‚Arzt‘ (ursprünglich als allgemeine, vom Ausbildungsstand unabhängige, Berufszeichnung; seit dem 10. Jahrhundert dann vom chirurgicus bzw. chirurgus, dem Wundarzt, unterschieden), oder eine davon abgeleitete Form findet sich vor allem in den romanischen Sprachen, etwa italienisch medico, spanisch médico, portugiesisch médico, rumänisch medic, französisch médecin, aber unter romanischem Einfluss auch in anderen Sprachen: baskisch mediku, englisch medic. Bereits in der Antike gab es sowohl männlich als auch weibliche Ärzte. Im Kodex des Justinian, der Gesetze des 2.–6. Jahrhunderts zusammenfasst, werden männliche und weibliche Sklavenärzte (lateinisch [servi] medici utriusque sexus „[Sklaven-]Ärzte beiderlei Geschlechts“) genannt. Die medica (weibliche Form von medicus) war bis ins Mittelalter eine heilkundige Frau, womit sowohl eine Ärztin, als auch eine Laienärztin oder eine Hebamme gemeint sein konnte. Im islamischen Kulturraum des Mittelalters wurden heilkundige Frauen bzw. Ärztinnen als Tabibe bezeichnet. Zur Unterscheidung vom (im 18. Jahrhundert noch nicht „vollpromovierten“) chirurgicus wurde auch der Begriff medicus purus („reiner Arzt“) gebraucht (Bestrebungen, die Chirurgie mit der „Medizin“ zu vereinen, setzten etwa in der Mitte des 18. Jahrhunderts ein). Die Bezeichnung physicus meinte meist einen akademisch ausgebildeten Arzt (vgl. englisch physician).
In vielen Sprachen wird der Arzt umgangssprachlich nach seinem zumeist geführten akademischen Grad Doktor genannt. Gelegentlich ebenfalls als Arzt wurden vor allem ab dem 13. Jahrhundert volksmedizinisch arbeitende, weder ärztlich noch wundärztlich ausgebildete Laienärzte (praktizierende medizinische Laien) bezeichnet. Vor dem Jahr 1500 sind Laien als Verfasser bzw. Kompilatoren (etwa im Speyrer Arzneibuch von 1321) medizinischer Texte selten bezeugt. Im Spätmittelalter und in der Frühneuzeit kamen Laienärzte bzw. Laienmedizinerinnen (beispielsweise Philippine Welser, Eleonore von Württemberg und die Herzogin Eleonora Maria Rosalia sowie die Martin Luther behandelnde Gräfin Dorothea von Mansfeld, geborene von Solms) oft aus dem Bereich der Hausmütter und Hausväter. Auch in modernen medizinischen Subkulturen bestehen laienmedizinische Systeme.

## Zum Berufsbild

### Geschichte
Die Funktion des Arztes ist eine der ältesten der Menschheit. Medizingeschichtlich gesehen entstand der Arztberuf (veraltet auch das Arzttum) aus dem Stand der Heilkundigen, die schon unter den Priestern des Altertums zu finden waren. Erste schriftliche Belege des Arztberufs stammen aus Mesopotamien und wurden im 3. Jahrtausend v. Chr. verfasst.
Die Ausbildung von Ärzten der Antike fand in sogenannten Ärzteschulen (z. B. Schule von Kos, Schule von Knidos, Alexandrinische Schule) statt, die sich hinsichtlich ihrer Wissensvermittlung an unterschiedlichen ärztlichen Theorien (z. B. Methodiker, Pneumatiker, Hippokratiker) und philosophischen Strömungen (z. B. Epikureer, Stoiker) ausrichteten.
Über den Arzt schreibt Hippokrates bzw. der Verfasser des wohl im 3. Jahrhundert v. Chr. entstandenen Textes Der Arzt ausführlich: „Er soll von gesundem Aussehen und im Verhältnis zu der ihm eigenen Konstitution wohlgenährt sein […]. Ferner soll sein Äußeres sauber sein, was in einer angemessenen Kleidung und in wohlriechenden Salben zum Ausdruck kommt, deren Geruch unverdächtig ist […]. Was die seelischen Eigenschaften betrifft, so sei er besonnen, was sich nicht nur darin äußert, daß er schweigen kann […]. Man soll saubere und weiche Läppchen benutzten, für die Augen Scharpie, für die Wunden Schwämme. […].“
Auch Heilkundige des Mittelalters wirkten und galten, auch ohne universitäre Ausbildung, als Ärzte (bzw. Ärztinnen). Im Mittelalter unterschied man gelehrte Ärzte (akademisch gebildete, von den Komplexionen der Humoralpathologie Kenntnis habende, Ärzte im Gegensatz zu den mehr handwerklich tätigen Wundärzten). Die moderne Ausbildung von Ärzten begann im 18. Jahrhundert mit der Erweiterung des naturwissenschaftlichen Wissens und der Einführung von systematischem praktischem Unterricht am Krankenbett.
Die Revolutionszeit in der Mitte des 19. Jahrhunderts brachte in vielen Länder Europas auch eine ärztliche Reformbewegung. Diese erstrebte unter anderem Einheitlichkeit und Niederlassungsfreiheit sowie freie Arztwahl und Selbstverwaltung. Im Jahr 1869 wurde der ärztliche Beruf in Deutschland zum freien Gewerbe erklärt. Es wurde die Kurierfreiheit beschlossen, das Staatsexamen an die Universitäten gebunden, die Approbation erlangte Gültigkeit für alle deutschen Bundesstaaten und der Doktortitel wurde unabhängig von den Prüfungen für die Approbation.
Eine einheitliche Prüfungsordnung (siehe auch Approbationsordnung) für Ärzte gab es in Deutschland erstmals 1883. Im Jahr 1901 wurde eine neue Prüfungsordnung und das Medizinalpraktikantenjahr vor der ärztlichen Approbation eingeführt. In den Bremer Leitlinien legte der Deutsche Ärztetag 1924 die Grundzüge einer einheitlichen Facharztordnung fest. Eine deutsche ärztliche Berufsordnung mit Facharztordnung wurde 1937 erlassen.
Weibliche Ärzte kamen bereits im Mittelalter auf, zum Teil vorbereitet auch durch die Tätigkeit der Hebammen. Die erste privilegierte Medizinerin Schlesiens war im 17. Jahrhundert Anna Würster. Die erste medizinische Promotion einer Frau in einem modernen Staat erfolgte 1869 in Zürich. 1899 wurden in Deutschland durch Beschluss des Bundesrates Frauen zu ärztlichen, zahnärztlichen und pharmazeutischen Prüfungen zugelassen. 2014 war der Anteil der Ärztinnen an der Gesamtzahl der berufstätigen Ärzte bereits auf 45,5 Prozent gestiegen, wenngleich der Anteil der Frauen 2015 zu Beginn des Studiums bei fast zwei Dritteln lag.
Bis ins 21. Jahrhundert galt für Ärzte Salus aegroti suprema lex („Das Wohl des Kranken sei oberstes Gebot“). Hinzugekommen ist in der Rechtsprechung das Selbstbestimmungsrecht des Patienten.

### Gesundheit und Krankheitsverhalten
Während die körperliche Gesundheit von männlichen Ärzten mit derjenigen der allgemeinen männlichen Bevölkerung vergleichbar zu sein scheint, scheint die körperliche Gesundheit von Ärztinnen besser zu sein als die der allgemeinen weiblichen Bevölkerung.
Hinsichtlich der psychischen Gesundheit fällt auf, dass Depressionen und Suchterkrankungen bei Ärzten häufiger vorkommen als in der restlichen Bevölkerung. Ein weiteres bei Medizinern häufig auftretendes Krankheitsbild ist das Burnout-Syndrom, das bereits bei Medizinstudenten in erhöhtem Maß nachgewiesen werden kann.
Mehrere Studien zeigten eine gegenüber der allgemeinen Bevölkerung erhöhte Suizidrate unter Ärzten. Das gegenüber der Normalbevölkerung erhöhte relative Risiko, einen Suizid zu begehen, lag für männliche Ärzte bei 1,1–3,4 und für Ärztinnen bei 2,5–3,7. Da in den Studien meist nur eine kleine Zahl von Suiziden untersucht wurde, waren die Vertrauensbereiche des wahren Wertes der Risikoerhöhung weit. Es wird vermutet, dass eine beträchtliche Anzahl von Selbstmorden nicht erfasst wird, da diese fälschlicherweise als Vergiftungen oder Unfälle deklariert werden. Von den verschiedenen beruflichen Spezialisierungen sind insbesondere Psychiater, Anästhesisten und Allgemeinmediziner von einer erhöhten Suizidrate betroffen. Als Ursachen des erhöhten Suizidrisikos werden verschiedene Faktoren diskutiert. Ein Persönlichkeitsprofil mit zwanghaften Zügen kann infolge der beruflichen Anforderungen zu einer depressiven Störung führen. Die Schwierigkeiten, Familie und Karrierewunsch zu vereinbaren, können insbesondere bei Ärztinnen zu Erschöpfung und Depression führen. Suchterkrankungen (wie beispielsweise Alkohol-, Drogen- und Medikamentenabhängigkeit), die bei Ärzten häufiger auftreten, gehen ihrerseits meistens mit Depressionen und einer erhöhten Suizidrate einher. Dieses für Ärzte jeden Geschlechts festgestellte Risikoprofil ist berufsunabhängig und trifft für die meisten Suizidenten zu.
Psychische Probleme korrelieren häufig mit Zeitdruck und mangelnder Autonomie am Arbeitsplatz sowie belastenden Patient-Arzt-Beziehungen. Ärzte werden seltener krankgeschrieben und zeigen eine mangelhafte Inanspruchnahme medizinischer Versorgungsleistungen. Häufig behandeln sich Ärzte selbst. Die eigenständige Behandlung eigener psychischer Störungen ist jedoch häufig ineffektiv.

### Schutzpatron
Die heiligen Zwillingsbrüder Cosmas und Damian gelten wegen ihres Arztberufs unter anderem auch als Schutzpatrone der Ärzte. Ein weiterer Schutzpatron ist der heilige Pantaleon, einer der vierzehn Nothelfer.

## Nationales

### Deutschland

#### Rechtliche Einordnung des Berufes
Der Arzt gehört in Deutschland (seit 1935) zu den Freien Berufen und ist (seit 1887) ein klassischer Kammerberuf.
Ärzte unterliegen einer staatlichen Überwachung der Zulassung (Approbation in Deutschland, s. u. in anderen EU-Ländern) und unter anderem dem Arztwerberecht, welches weitgehende Einschränkungen in der Publikation und Veröffentlichungen bedeutet. Ärzte haften ihren Patienten zwar in der Regel nicht auf Erfolg ihres Handelns, können ihnen aber unter dem Gesichtspunkt der Arzthaftung zum Schadenersatz verpflichtet sein.
Die freie Ausübung der Heilkunde ist in Deutschland nur approbierten Ärzten erlaubt. Mit festgelegten Einschränkungen dürfen auch Heilpraktiker Kranke behandeln, wobei die klar festgelegten Grenzen einzuhalten sind. Ausnahmsweise werden spezielle Bereiche der Diagnostik und Therapie auch (meist auf Veranlassung von Ärzten) von Angehörigen der Gesundheitsfachberufe durchgeführt.
Ab dem Zeitpunkt der ärztlichen Approbation darf der Arzt die gesetzlich geschützte Bezeichnung „Arzt“ führen und erhält mit ihr die staatliche Erlaubnis zur eigenverantwortlichen und selbstständigen ärztlichen Tätigkeit. Die bundesweit einheitliche Approbationsordnung regelt das zuvor erfolgreich abzuleistende mindestens sechsjährige Medizinstudium bezüglich der Dauer und der Inhalte der Ausbildung in den einzelnen Fächern sowie der Prüfungen. Das Studium der Medizin umfasst u. a. drei Examina, sowie ein Jahr praktische Tätigkeit (sogenanntes „Praktisches Jahr“). Von Oktober 1988 bis Oktober 2004 war zur Erlangung der Vollapprobation zusätzlich eine 18-monatige, gering bezahlte Tätigkeit als Arzt im Praktikum unter Aufsicht eines approbierten Arztes gesetzlich vorgeschrieben. Meist arbeitet ein approbierter Arzt für mehrere Jahre als Assistenzarzt an von der Landesärztekammer anerkannten Weiterbildungsstätten (wie 1956 Krankenhäuser, 35,6 % waren 2015 in privater Trägerschaft; seltener einzelne Großpraxen), um sich auf einem oder mehreren Spezialgebieten der Medizin anrechenbar weiterzubilden und eventuell nach zusätzlich mindestens vierjähriger Weiterbildungszeit eine Facharztprüfung abzulegen. Die Anforderungen dazu sind in den Weiterbildungsordnungen der Landesärztekammern geregelt. Niedergelassene Ärzte arbeiten in freier Praxis, gegebenenfalls auch mit mehreren Ärzten in einer Berufsausübungsgemeinschaft (früher: Gemeinschaftspraxis) oder Praxisgemeinschaft (s. a. Vertragsarztrechtsänderungsgesetz). Honorarärzte arbeiten auf Honorarbasis für verschiedene Kliniken oder niedergelassene Ärzte.
Jeder Arzt ist meldepflichtiges Pflichtmitglied der Ärztekammer (des Bundeslandes), in deren Gebiet er wohnt bzw. seine ärztliche Tätigkeit ausübt. Im Jahr 2020 waren in Deutschland bei den Landesärztekammern 536.940 Ärzte gemeldet, von denen 127.819 zu diesem Zeitpunkt im Ruhestand oder ohne ärztliche Tätigkeit waren. Zur Behandlung von Versicherten der gesetzlichen Krankenversicherungen benötigt der Arzt eine Zulassung (Facharzt in eigener Praxis) oder Ermächtigung (als Arzt in einem Krankenhaus oder ähnlicher Institution) und ist dann auch Pflichtmitglied der Kassenärztlichen Vereinigung seines Niederlassungsbezirks. Die kassenärztliche Zulassung besitzen 135.388 Ärzte (Ende 2008): selbstständige 58.095 Hausärzte und 77.293 Fachärzte. In den Kliniken sind 146.300 Ärzte angestellt. Ende 2013 arbeiteten 35.893 ausländische Ärzte in Deutschland, öfter im Osten. 2013 betrug die Zahl der berufstätigen Ärzte in Deutschland 357.252.
Strafrechtlich sind ärztliche Eingriffe der Körperverletzung gleichgesetzt. Diese ist nicht strafbar, wenn die Einwilligung der behandelten Person nach einer Aufklärung vorliegt und die Handlung auf dem Stand des aktuellen medizinischen Wissens vorgenommen wird (§§ 223 ff. StGB). Ausnahmen bestehen, wenn der Patient aufgrund seines Zustandes (z. B. Bewusstlosigkeit) nicht in der Lage ist, seine Entscheidung mitzuteilen, und durch die Unterlassung des Eingriffs die Gefahr von negativen gesundheitlichen Folgen oder sogar dem Tod des Patienten besteht. Zudem können eingeschränkt- oder nichteinwilligungsfähige Personen, wie z. B. Kinder oder in bestimmten Fällen seelisch Erkrankte, auch gegen ihren Willen behandelt werden. Hierfür existieren strenge rechtliche Regelungen und Verfahrenswege, bei welchen neben dem Arzt auch andere Institutionen, z. B. Amtsgericht oder gesetzlicher Betreuer, an der Entscheidung mitwirken.
Vor Inkrafttreten des Gesetzes zur Bekämpfung von Korruption im Gesundheitswesen haben niedergelassene, für die vertragsärztliche Versorgung zugelassene Ärzte die Tatbestandsmerkmale des § 299 StGB nicht erfüllt, da diese laut Beschluss des Bundesgerichtshofs (BGH) vom 29. März 2012 weder als Amtsträger i. S. d. § 11 I Nr. 2c StGB noch als Beauftragte der gesetzlichen Krankenkassen i. S. d. § 299 StGB handelten. Die Gesetzeslücke wurde ab 4. Juni 2016 geschlossen, indem § 299a StGB (Bestechlichkeit im Gesundheitswesen) und § 299b StGB (Bestechung im Gesundheitswesen) hinzugefügt, sowie § 300 und § 302 StGB geändert wurden.
Die Erteilung der Approbation hängt seit dem 1. April 2012 nicht mehr von der Staatsangehörigkeit ab (Änderung des §3 BAÖ durch § 29 des Gesetzes zur Verbesserung der Feststellung und Anerkennung im Ausland erworbener Berufsqualifikationen).

#### Kompetenzen und Pflichten
Die Verordnung von rezeptpflichtigen Arzneimitteln und die meisten invasiven Maßnahmen sind in Deutschland ausnahmslos dem approbierten Arzt vorbehalten. Hierbei ist er persönlich zur Einhaltung des anerkannten wissenschaftlichen Standes und medizinethischer Vorgaben verpflichtet. Die Genfer Deklaration orientierte sich 1948 am Eid des Hippokrates. Weiter unterliegen Ärzte speziellen Regelungen, wie dem Berufs- und Standesrecht, welches auch an die Genfer Konvention anknüpft. Insbesondere ist auch im Strafrecht die Einhaltung der ärztlichen Schweigepflicht nach § 203 StGB festgehalten.

#### Akademische Grade
In Deutschland gibt es aus historischen Gründen unterschiedliche medizinische akademische Grade. Diese weisen im Gegensatz zum Facharzttitel nicht auf eine besondere Fachkompetenz hin, sondern dienen als Beleg einer wissenschaftlichen Leistung in einem medizinischen Bereich:
- Dr. med. – Hier wurde im Anschluss an das Staatsexamen oder das medizinische Diplom (DDR) eine medizinische Promotion durchgeführt. Im Gegensatz zu anderen Studienfächern ist es in der Medizin üblich, während des Studiums die Dissertation zu beginnen. Die Promotion erfolgt erst nach dem Studienabschluss. Einzelheiten dazu regeln die Promotionsordnungen der Universitäten.
- Dr. med. dent. – doctor medicinae dentariae (Doktor der Zahnmedizin)
- Dr. rer. medic. / Dr. rer. med. – „Doktor der theoretischen Medizin“, „Doktor der medizinischen Wissenschaften“, „Doktor der Medizinwissenschaften“ oder einer vergleichbaren Bezeichnung.

- Dipl.-Med. – Der Grad Diplom-Mediziner aus DDR-Zeiten (erworben 1971 bis 1990) ist noch häufig in den neuen Bundesländern anzutreffen. Nach Ansichten verschiedener Experten ist dieser Grad vom Arbeitsaufwand des Erwerbs her mit dem Dr. med. der Bundesrepublik in jener Zeit zu vergleichen.[58]
- Dr. med. habil. – Zur Habilitation in der Medizin sind ärztliche Tätigkeit und eigenständige Forschungsarbeit sowie das Durchlaufen des Habilitationsverfahrens notwendig. Anschließend werden die akademischen Bezeichnungen Privatdozent und, gegebenenfalls nach mehreren Jahren, außerplanmäßiger Professor verliehen, sofern regelmäßig Lehrveranstaltungen an einer Universität angeboten werden. Für entsprechende Leistungen nicht einer Hochschule angehörender Graduierter kann die Bestellung als Honorarprofessor erfolgen.
- Dr. sc. med. – Dieser der Habilitation ebenbürtige Grad – in der DDR von 1971 bis 1990 verliehen – wurde im Zuge der sogenannten Promotion B erworben.

#### Behandlungszeit
Laut einer Studie des Instituts für Qualität und Wirtschaftlichkeit im Gesundheitswesen haben deutsche Ärzte trotz längerer persönlicher Arbeitszeit die kürzeste Sprechzeit je Patient in Europa. Sie liegt 30 % niedriger als der europäische Durchschnitt.
Klinikärzte verbringen rund 44 % ihrer Zeit für Schreibtätigkeiten und Protokolle (Stand: 2014/2015). Laut einem Projektbericht des Statistischen Bundesamts vom August 2015 wenden Arzt-, Psychotherapeuten- und Zahnarztpraxen jährlich durchschnittlich 96 Tage Zeit für die Erfüllung von Informationspflichten auf, wobei dieser Wert den gesamten Zeitaufwand aller Praxismitarbeiter darstellt und sämtliche Informationspflichten, auch die der gemeinsamen Selbstverwaltung, umfasst.
Laut der deutschlandweiten Online-Befragung des Marburger Bunds „MB-Monitor“ von 2017 sind 66 % der Krankenhausärzte der Auffassung, dass ihnen nicht ausreichend Zeit für die Behandlung ihrer Patienten zur Verfügung steht.

#### Einkommen
Die Einkommen von Ärzten in Deutschland variieren, da das Spektrum medizinischer Tätigkeiten breit gefächert ist. Auch finden sich Unterschiede zwischen klinisch tätigen (beispielsweise 24-Stunden-Schichten sowie eine hohe Anzahl an Überstunden) und niedergelassenen (hoher Anteil „nicht-medizinischer“-Tätigkeit aufgrund der Selbständigkeit).

##### Niedergelassene Ärzte
Nach dem Zi-Praxis-Panel des Zentralinstituts für die kassenärztliche Versorgung in Deutschland (Jahresbericht 2019) über die wirtschaftliche Situation und die Rahmenbedingungen in der vertragsärztlichen Versorgung der Jahre 2016 bis 2019, lag der Mittelwert des Jahresüberschusses je Praxisinhaber im Jahr 2019 bei circa 174.000 Euro.
| Fachgebiet                                            | Überschuss (auf Tsd. € gerundet) |
| ----------------------------------------------------- | -------------------------------- |
| Allgemeinmedizin und Innere Medizin (hausärztlich)    | 192.000 €                        |
| Anästhesiologie                                       | 202.000 €                        |
| Augenheilkunde                                        | 318.000 €                        |
| Chirurgie                                             | 198.000 €                        |
| Dermatologie                                          | 219.000 €                        |
| Gynäkologie                                           | 170.000 €                        |
| Hals-Nasen-Ohren-Heilkunde                            | 197.000 €                        |
| Innere Medizin – Gastroenterologie                    | 226.000 €                        |
| Innere Medizin – Kardiologie                          | 282.000 €                        |
| Innere Medizin – Pneumologie                          | 278.000 €                        |
| Innere Medizin – ohne bzw. mit mehreren Schwerpunkten | 263.000 €                        |
| Innere Medizin – sonstige Fachgebiete                 | 280.000 €                        |
| Kinder- und Jugendmedizin                             | 205.000 €                        |
| Kinder- und Jugendpsychiatrie und -psychotherapie     | 183.000 €                        |
| Nervenheilkunde, Neurologie und Psychiatrie           | 196.000 €                        |
| Neurologie                                            | 184.000 €                        |
| Orthopädie                                            | 197.000 €                        |
| Physikalische und rehabilitative Medizin              | 137.000 €                        |
| Psychiatrie                                           | 146.000 €                        |
| Psychosomatische Medizin und Psychotherapie           | 91.000 €                         |
| Psychotherapie                                        | 84.000 €                         |
| Radiologie                                            | 381.000 €                        |
| Urologie                                              | 221.000 €                        |

Um einem Mangel an Landärzten entgegenzuwirken, wollte die Bundesregierung 2011 in einem neuen „Versorgungsgesetz“ das Einkommen von Landärzten erhöhen. Unter einer Vielzahl von Gesetzen war das GKV-Versorgungsstrukturgesetz 2012 und Juni 2015 das Gesetz zur Stärkung der Versorgung in der gesetzlichen Krankenversicherung.

##### Klinisch tätige Ärzte
Die durchschnittlichen Gehälter klinisch tätiger Ärzte unterscheiden sich stark nach den jeweiligen Positionen:
| Position      | Jahresgehalt (auf Tsd. € gerundet) |
| ------------- | ---------------------------------- |
| Chefarzt      | 300.000 €                          |
| Oberarzt      | 136.000 €                          |
| Facharzt      | 96.000 €                           |
| Assistenzarzt | 79.000 €                           |

#### Außendarstellung und Werbung
Neben den strengen rechtlichen Vorgaben zur Ausübung seines Berufs ist der Arzt auch bei der Außendarstellung bzw. Werbung zu seinen Leistungen und seiner Praxis umfangreichen Verordnungen und Gesetzen unterworfen. Im Unterschied zu anderen Branchen ist Ärzten anpreisende oder vergleichende Werbung absolut verboten. Seit dem 105. Deutschen Ärztetag 2002 sind sachliche, berufsbezogene Informationen über ihre Tätigkeit gestattet. Hauptkriterium ist dabei das schützenswerte Interesse des mündigen Patienten. Umstritten war ab 1998 die Individuelle Gesundheitsleistung eingeführt worden.

#### Statistiken
Im Jahr 2011 wurden in Deutschland rund 342.100 berufstätige Ärzte und rund 107.300 Ärzte ohne ärztliche Tätigkeit gezählt. Auf durchschnittlich 239 Einwohner kam ein berufstätiger Arzt.
In Deutschland gab es 2023 insgesamt rund 502.000 Ärzte der Human- und Zahnmedizin, rund 23 Prozent mehr als zehn Jahre zuvor. Zum 31. Dezember 2021 waren in Deutschland laut Bundesärztekammer 416.420 Ärzte berufstätig. Davon kamen 57.164 (rund 14 Prozent) aus dem Ausland.

Struktur der Ärzteschaft, D 2006

Die chronologische Entwicklung kann aus der folgenden Tabelle und der Abbildung abgelesen werden.
| Zum 31. Dez. des Jahres | Ärzte    | Ärzte       | Ärzte     | Ärzte    |
| Zum 31. Dez. des Jahres | gemeldet | berufstätig | stationär | ambulant |
| ----------------------- | -------- | ----------- | --------- | -------- |
| 1996                    | 343.600  | 279.400     | 135.300   | 112.700  |
| 2000                    | 369.300  | 294.700     | 139.500   | 128.500  |
| 2001                    | 375.200  | 297.900     | 142.300   | 130.000  |
| 2005                    | 400.600  | 307.600     | 146.500   | 134.800  |
| 2020                    | 536.940  | 409.121     | 211.904   | 161.400  |

Entwicklung der Ärzteschaft, D 1996–2006

In der Gesamtzahl approbierter Ärzte sind auch die nicht (mehr) berufstätigen und die nicht ärztlich tätigen Ärzte enthalten. Die Bundesärztekammer und die Kassenärztliche Bundesvereinigung haben für Deutschland 385.149 Ärztinnen und Ärzte gezählt, die 2017 ärztlich tätig waren, und damit 6.542 Ärzte mehr als im Vorjahr. Der Anteil von Frauen stieg weiter an und erreichte 2017 46,8 %, nach 46,5 % im Vorjahr. Auch der Anteil älterer Ärzte stieg weiterhin an. 2017 waren 18,4 % der Ärzte 60 Jahre oder älter (2016: 17,9 %). Insgesamt waren 2017 172.647 Ärztinnen und Ärzte in der vertragsärztlichen Versorgung, also als Niedergelassene tätig, selbständig oder bei einem Vertragsarzt angestellt.
Arztbesuche: Deutsche Erwachsene (zwischen 18 und 79 Jahren) gingen Mitte der 2000er Jahre im Durchschnitt 9,2-mal pro Jahr zum Arzt.
Ärztinnen und Ärzte:
Früher gab es deutlich mehr männliche als weibliche Ärzte. Je höher die Hierarchieebene, desto geringer ist der Anteil der Ärztinnen. Der Springer Medizin Verlag hat 2022 alle auf männlichen Berufsbezeichnungen basierenden Titel von Fachzeitschriften umbenannt, beispielsweise von Der Chirurg auf den das Fachgebiet betreffenden Titel Die Chirurgie.

### Österreich
In Österreich ist man mit der Sponsion zunächst Doktor der gesamten Heilkunde (Doctor medicinae universae/Dr. med. univ.). Mittlerweile handelt es sich entgegen der Bezeichnung nicht um einen Doktorgrad, sondern um einen Diplomgrad ähnlich dem Magister oder dem Diplomingenieur. Vor dem Wintersemester 2002/03 war das Medizinstudium in Österreich ein Doktoratsstudium, welches auch Übergangsregelungen kannte. Der eigentliche Doktorgrad der Medizin (Doctor scientae medicinae bzw. Dr. scient. med.) kann seitdem im Anschluss an das Diplomstudium in einem dreijährigen Doktoratsstudium erworben werden.
Selbständig als Arzt tätig werden darf man nur, wenn für drei Jahre im Rahmen des „Turnus“ verschiedene (definierte) Disziplinen durchlaufen wurden und die Arbeit vom jeweiligen Abteilungsvorstand positiv bewertet wurde. Danach ist eine weiter abschließende Prüfung abzulegen. Damit hat man das „jus practicandi“ erworben, also die Berechtigung zur selbständigen Berufsausübung als Arzt für Allgemeinmedizin. Alternativ kann sofort nach der Sponsion die (meist sechsjährige) Ausbildung zu einem Facharzt erfolgen, nach der wiederum eine Prüfung abzulegen ist. Viele Fachärzte absolvieren den Turnus vor Beginn der Ausbildung ganz oder teilweise. Es hat sich in Österreich eingebürgert, die Ausbildung zum Allgemeinmediziner zuvor abzuleisten. Viele Krankenhäuser nehmen nur Assistenzärzte mit abgeschlossener Turnusausbildung in Dienst, da diese einen Nacht- oder Wochenenddienst alleine ableisten dürfen.
Ärzte aus anderen EU-Staaten können um Anerkennung als approbierte Ärzte ansuchen.
Am 14. Dezember 2010 hat die EU-Kommission in ihrem Amtsblatt C377/10 eine Änderungsmitteilung für die Richtlinie 2005/36/EG, Anhang 5.1.1. veröffentlicht, wonach ab diesem Zeitpunkt sämtliche Absolventen des österreichischen Medizinstudiums bereits mit der Promotion ihr Grunddiplom abgeschlossen haben und somit innerhalb des gesamten EU- und EWR-Raumes sowie der Schweiz und Liechtenstein eine selbständige Tätigkeit bzw. Ausbildung zum Facharzt unter denselben Voraussetzungen wie einheimische Mediziner aufnehmen dürfen. Bis dahin hatten Mediziner aus Österreich erst mit dem Abschließen der Ausbildung zum Allgemeinmediziner bzw. Facharzt ein Anrecht auf automatische Anrechnung ihres Diploms in den übrigen Mitgliedsstaaten.
Der (niedergelassene) Arzt gehört in Österreich zu den Freien Berufen (Berufe von öffentlicher Bedeutung).
|                                                        |        | in %                          | je 100.000 EW / EW je Arzt |
| Ärzte insgesamt                                        | 41.183 |                               | 487 / 205                  |
| zur selbsttätigen Berufsausübung berechtigte Ä.        | 34.363 | 83 %                          | 406 / 246                  |
| Ärzte mit Dienstgeber (DG, mit TA: Klinikpersonal)     | 28.650 | 70 %                          | 339 / 295                  |
| Ärzte mit Ordination (ORD: niedergelassene Ä.)         | 16.673 | 40 %                          | 197 / 508                  |
| Wohnsitzärzte                                          | 1.822  | 04 %                          |                            |
| Turnusärzte (TA: in Ausbildung)                        | 6.820  | 17 % (24 % v.DG)              |                            |
| ausschließlich angestellte Ä.                          | 15.886 | 39 % (55 % v.DG)              |                            |
| Ärzte mit ORD und DG                                   | 5.962  | 14 % (36 % v.ORD / 21 % v.DG) |                            |
| ausschließlich niedergelassene Ä.                      | 10.711 | 26 % (64 % v.ORD)             |                            |
| Kassenärzte (KA, ORD mit KK-Vertrag)                   | 8.406  | 20 % (50 % v.ORD)             | 99 / 1007                  |
| Kassenärzte mit GKK-Vertrag (große Arbeitnehmerkassen) | 7.028  | 17 % (42 % v.ORD / 84 % v.KA) |                            |
| Ärzte ohne Kassenvertrag (Wahlärzte, Privatärzte)      | 8.267  | 20 % (50 % v.ORD)             | 98 / 1024                  |

- Die Quote von knapp 5 Ärzten je 1000 Einwohner ist mit die höchste Ärztedichte Europas und eine der höchsten weltweit.[80]
- Einwohnerquote Kassenärzte: Da in Österreich eine Pflichtversicherung herrscht, sind 99 % der Bevölkerung Krankenkassenzahler. Die Quote ist also repräsentativ.

|                                                | 2011    | Veränderung zu 2010 |
| ---------------------------------------------- | ------- | ------------------- |
| Fälle vertragsärztlicher Hilfe je Versichertem | 6,85    | −1,7 %              |
| Kosten je vertragsärztlicher Hilfe             | 50,56 € | 0,7 %               |

#### Weiterbildung
Ärzte müssen in Österreich pro Jahr 50 Stunden Weiterbildung absolvieren, was alle 5 Jahre von der Ärztekammer kontrolliert wird.

### Schweiz

Ärzte in der Schweiz, 1960-2017
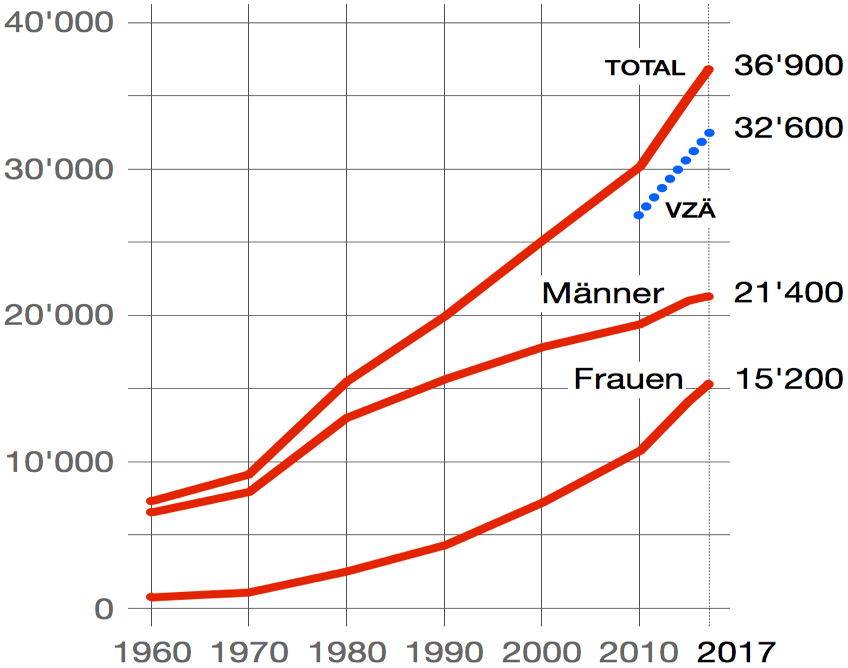
berufstätig (VZÄ = Vollzeitäquivalent)

2017 arbeiteten in der Schweiz rund 36.700 (36.900, je nach Quelle) Ärzte, davon rund 15.200 (42 %) Frauen und 21.400 (58 %) Männer, 51 % im ambulanten und 47 % im stationären Sektor, rund 12.600 (34 %) waren Ausländer (d. h. ohne Schweizer Bürgerrecht).

#### Qualifikation, Fortbildung
In der Schweiz ist man nach dem mit dem Staatsexamen abgeschlossenen sechsjährigen Studium zunächst eidgenössisch diplomierter Arzt und als solcher zur Arbeit als Assistenzarzt in Spitälern (Krankenhäusern) und Arztpraxen befugt.
Die Weiterbildung zum zur selbständigen Berufsausübung befugten Facharzt (Spezialarzt) dauert je nach Fach zwischen 3 („praktischer Arzt“) und 8 Jahren nach dem Studienabschluss. Für einen Facharzttitel muss zudem eine Facharztprüfung abgelegt werden. Danach darf sich der Arzt „Facharzt für ⟨Fachgebiet⟩ FMH“ nennen.
Die jeweilige Fachgesellschaft prüft, ob jeder Facharzt seiner Fortbildungspflicht (je nach Fachgebiet 60–100 Stunden pro Jahr) nachkommt.[ref. ergänzen]

#### Zulassung, Arztpraxen
Die Zulassung zur Berufsausübung zulasten der Krankenkassen wird vom Krankenkassenzentralverband Santésuisse erteilt, ist aber bei entsprechender Qualifikation nur eine Formalität.
Die Erlaubnis zur Praxiseröffnung ist kantonal geregelt. Aktuell besteht aber ein Praxiseröffnungs-Stopp,[ref. ergänzen] welcher die Berufsausübung zulasten der Krankenkassen einschränkt. Lediglich bei Bedarfsnachweis, z. B. bei einer Praxisübernahme, ist eine Zulassung möglich.[ref. ergänzen]

#### Arbeitszeitgesetz für Assistenz- und Oberärzte
Seit dem 1. Januar 2005 gilt, nach längeren Kämpfen, für die Assistenzärzte und Oberärzte an Schweizer Spitälern das landesweit gültige Arbeitszeitgesetz und damit die darin festgelegte maximale Wochenarbeitszeit von 50 Stunden (Art. 9 ArG, Wöchentliche Höchstarbeitszeit). Sie ist zwar bedeutend höher als die allgemein übliche Arbeitszeit in der Schweiz (38,5–42,5 Stunden), doch ein gewisser Fortschritt – bis dahin waren Arbeitsverträge mit der Formulierung «Die Arbeitszeit richtet sich nach den Bedürfnissen des Spitals.» üblich, wodurch Arbeitszeiten von oft über 60 oder 70 Stunden pro Woche ohne finanziellen Ausgleich zu leisten waren. Die Entgelte der Assistenzärzte lagen deswegen auf dem Niveau der Pflegenden im oberen Kader (Pflegedienstleistungen).

#### Hierarchie der Spitäler, Berufskammern
Die Leitenden Ärzte und Chefärzte sind diesem Arbeitszeitgesetz nicht unterstellt. Auch sind sie finanziell in der Gesamtvergütung deutlich höher gestellt.
Diese, vor allem auch historisch bedingte, hierarchische Trennung zeigen auch die getrennten Berufskammern der Spitalärzte VLSS und VSAO. Hingegen ist die ältere Ärztekammer FMH allen qualifizierten Ärzten offen, wie auch die fachlichen Ärzteverbände. Die Mitgliedschaft ist freiwillig, im Gegensatz zu anderen Ländern, wie Deutschland oder Österreich.

#### Löhne, Einkommen
Referenzen: FMH / NZZ / VSAO
Zwar herrscht in der Schweiz (immer noch, 2017/18) kaum Transparenz bezüglich der Einkommensverhältnisse – im Allgemeinen und auch im ärztlichen Bereich. Wobei gilt – je höher gestellt, desto weniger Transparenz. Jedoch „sickern“ zuverlässige Angaben durch. So bemühen sich die Spitalleitungen neuerdings um mehr Transparenz. Wie das Zürcher Universitätsspital, welches zurzeit «prüft», ob und in welcher Form es die Ärztelöhne künftig offenlegen soll.
Die Hälfte der Ärzte in der Schweiz arbeiten in den Spitälern. Besonders gut bezahlt sind dort Radiologen, Kardiologen, Gastroenterologen, Intensivmediziner und Urologen. Am unteren Ende der Lohnskala stehen Psychiater, Kinderärzte und Ärzte aus dem Bereich Physikalische Medizin und Rehabilitation. Die Normallöhne betragen (p. a.):
- Oberarzt – zwischen 120.000 und 360.000 CHF
- leitender Arzt – zwischen 200.000 und 600.000 CHF
- Chefarzt – zwischen 250.000 und 750.000 CHF.

Diese Angaben eines Beratungsunternehmens decken sich mit denjenigen des Vereins der Leitenden Spitalärzte der Schweiz (VLSS) – in einer seiner Umfragen deklarierten die Kaderärzte folgende durchschnittlichen Löhne:
- Chefärzte – rund 370.000 CHF
- leitende Ärzte – rund 290.000 CHF.

Zu den Grundlöhnen und Boni kommen, besonders bei Kaderärzten, Zusatzhonorare aus Behandlungen von zusatzversicherten Patienten im stationären Bereich sowie bei Grund- und Zusatzversicherten im spitalambulanten Bereich. Die können bei Chefärzten bis zum 9-fachen des Grundlohns betragen. «Einzelne Chefärzte kommen so auf Jahreslöhne von 2 Millionen Franken oder mehr», sagt ein Berater, der auch bemängelt, dass die Chefärzte oft selbst darüber bestimmen können, wie die Honorare verteilt werden.

## Ärzte in der Literatur
Ärzte sind ein häufiges Thema in der Weltliteratur. Allein Henrik Ibsen hat drei Dramen geschrieben, in denen Ärzte in wichtigen Rollen erscheinen (Ein Volksfeind, 1882; Die Wildente, 1884; Die Frau vom Meer, 1888). Ein älteres Beispiel ist Georg Büchners 1836–1837 geschriebenes Dramenfragment Woyzeck. Noch häufiger als im Schauspiel kommen Ärzte in Romanen vor (siehe Arztroman).